# ملوجة
المَلُوُجَة هي نوع من الخبز اليمني والذي يؤكل مع الوجبات الأساسية مثل السلتة والفحسة والفول والبيض المخفوق واللبن المتبل وغيرها من الأطباق اليمنية.

## الاعداد
يتم اعداد عجينة الملوجة مثل عجينة البيتزا مع الماء، الخميرة، الملح، والدقيق. تعجن جيدا جدا وتترك لمدة ساعة. يقطع قطع كبيرة. يتم تمديد كل قطعة ثم ينثر السمن الحار على العجين المضغوط ويتم طي ذلك مرارا ونثر سمن أكثر ويتم تكرار هذه العملية 1-3 مرات. جميع الأطراف تقرص لتشكيل كرة. بعد بضع دقائق من الراحة يتم مد القطعة على شكل دائري مسطح ثم يوضع على المخبزة التي يتم استخدامها في وضع العجين على جدار الطابون الساخن مثل الكثير من التنور. بعدها يدهن بالبيض المغسول، السمن، أو اللبن ثم تخبز حتى يكتسب لون القاعدة اللون البني مع بعض الاحمرار على القمة.
تاريخيا كانت وجبة الملوجة غير مكلف لمعظم الشعب اليمني الفقير الجائع. زادت تكلفة الملوجة 150% نظرا لارتفاع تكاليف الخميرة والدقيق من 2004 إلى 2007.